# La nuit de mai
La nuit de mai és un poema simfònic per a tenor i orquestra compost per Ruggero Leoncavallo i basat en un text d'Alfred de Musset. Compost durant l'any 1886, es va estrenar amb èxit a la Sala Kriegelstein, al carrer Charras de París, el 3 d'abril de 1887. El tenor fou Portejoie, amic del compositor.

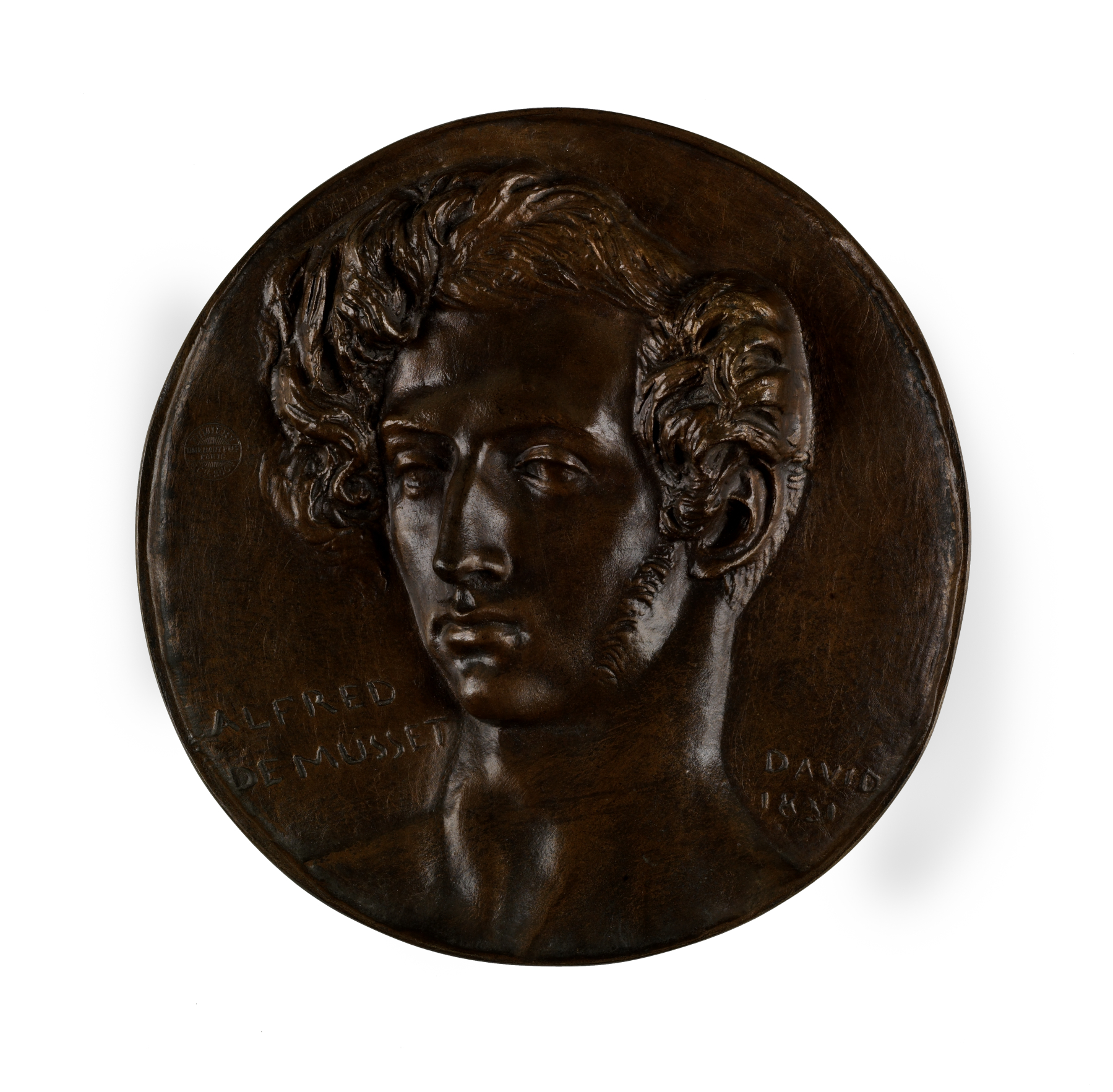
Alfred de Musset per Pierre-Jean David d'Angers

## Enregistraments
El director Alberto Veronesi amb la seva orquestra amb seu a Bolonya i el tenor Plácido Domingo van enregistrar el 2010 aquesta peça per a Deutsche Grammophon.